# شهرستان کس (تگزاس)
کس (به انگلیسی: Cass) شهرستانی در ایالت تگزاس است. در سرشماری سال ۲۰۱۰، جمعیت این شهرستان ۳۰٬۴۶۴ نفر اعلام شد. مرکز بویی شهر لیندن است. شهرستان کس در سال ۱۸۴۶ تأسیس شد.

## جغرافیا
طبق اداره آمار آمریکا، این شهرستان مساحتی در حدود ۲٬۴۸۶ کیلومتر مربع دارد.

### شهرها
- آتلانتا
- کوئین سیتی
- لیندن
- هیو اسپرینگز